# William Lyttle

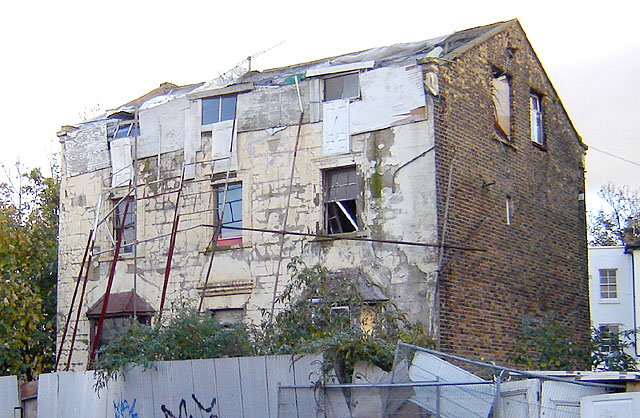
Het huis van Lyttle in 2005

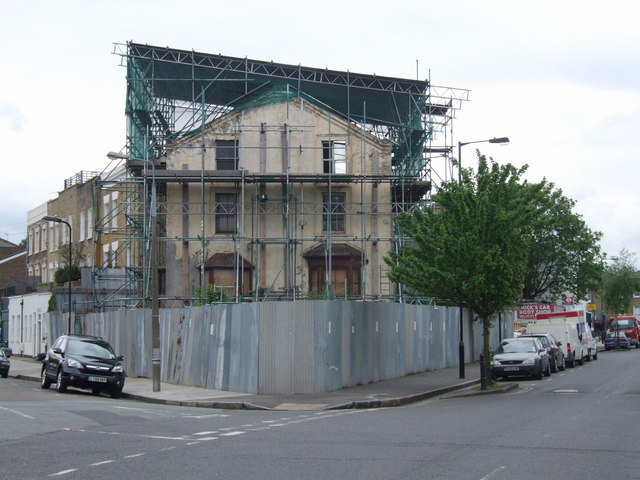
Het huis van Lyttle in 2009, dus na zijn vertrek

William Lyttle (Noord-Ierland, 1931 - Londen, 7 juni 2010) was een Brits civiel ingenieur en excentriekeling die bekendheid verwierf door onder zijn huis een netwerk van tunnels uit te graven.

## Tunnels
Lyttle erfde een huis met twintig kamers in het Londense stadsdeel Hackney. Midden jaren zestig besloot hij onder het huis een wijnkelder uit te graven. Toen die af was, had hij de smaak van het graven te pakken en Lyttle bleef graven, zo'n veertig jaar lang. Uiteindelijk groef hij een netwerk van tunnels, op verschillende hoogtes tot wel tien meter diep. In alle richtingen liepen tunnels, waarvan sommige een lengte van achttien meter hadden. De uitgegraven grond stortte Lyttle in zijn achtertuin, maar ook wel in lege kamers in zijn huis. Reparaties aan het huis werden niet meer uitgevoerd en het pand raakte in bouwvallige staat.

## Omwonenden en gemeente
Buurtbewoners moeten aanvankelijk om de activiteiten van Lyttle gelachen hebben, maar zijn zich gaandeweg zorgen gaan maken. Het graafwerk moet onder meer een verzakking van het trottoir voor het huis veroorzaakt hebben, maar ook een tijdelijke stroomuitval in een deel van de straat. Klachten bij de gemeente, vanaf 2001, leidden tot inspecties maar niet meteen tot ingrijpen. In 2006 werd uiteindelijk een onderzoek met behulp van ultrageluid uitgevoerd, dat de reikwijdte van de tunnels in beeld bracht. De autoriteiten lieten Lyttle uit zijn huis zetten om veiligheidsredenen. Lyttle vocht dit aan en kon voor korte tijd terugkeren naar zijn woning. Desondanks lieten de autoriteiten voor de rechter de rekening opmaken en Lyttle werd veroordeeld tot het betalen van omgerekend 377.000 euro.
In 2009 werd Lyttle uiteindelijk toch uit zijn huis gezet en door de gemeente ondergebracht in een flat, voor de zekerheid op de bovenste etage. Toch veroorzaakte hij ook daar schade, door een gat te hakken in de muur tussen woonkamer en keuken. Lyttle overleed daar binnen een jaar en liet de gemeente zitten met een schadepost van 350.000 pond.

## Het pand na Lyttle
Het huis werd onbewoonbaar verklaard en verstevigd. Een deel van de tunnels werd met beton volgestort om verdere instortingen te voorkomen. Uit het huis en de tuin erachter werd 33 ton grond en puin verwijderd, waaronder de wrakken van drie auto's en een boot. Het huis werd in 2012 verkocht voor 1,12 miljoen pond en aansluitend gerenoveerd.

## Verklaring
Een afdoende verklaring voor zijn graafwerk heeft Lyttle nooit gegeven. Hij moet tegen journalisten onder meer gezegd hebben: "Ik ben gewoon een man die van graven houdt" en "Ik wil gewoon een grote kelder".